# Janny Sikazwe
Janny Sikazwe (geb. 26. Mai 1979 in Kapiri Mposhi) ist ein ehemaliger sambischer Fußballschiedsrichter.

## Laufbahn
Internationaler Schiedsrichter war er seit 2015. Sikazwe leitete während der U-17-Fußball-Weltmeisterschaft 2015 in Chile 3 Spiele und während der U-20-Fußball-Weltmeisterschaft 2017 in Südkorea 2 Spiele. Während der Fußball-Weltmeisterschaft 2018 in Russland leitete er 2 Spiele.
Sikazwe wurde für insgesamt sechs Ausgaben des Afrika-Cups als Schiedsrichter nominiert, beim Turnier 2017 leitete er unter anderem das Endspiel zwischen Ägypten und Kamerun. Beim Afrika-Cup 2022 sorgte Sikazwe für Aufsehen, als er die Vorrundenpartie zwischen Mali und Tunesien bereits nach 85 Spielminuten beenden wollte. Nachdem er von Spielern beider Mannschaften auf seinen Irrtum hingewiesen worden war, setzte er die Partie zunächst mit einem Schiedsrichterball fort, um sie schließlich mindestens 15 Sekunden vor Ablauf der regulären Spielzeit erneut vorzeitig zu beenden, diesmal endgültig. Nachdem die unterlegene tunesische Mannschaft einen Protest gegen die Spielwertung eingelegt hatte, gab die CAF-Schiedsrichterkommission bekannt, dass Sikazwe während der Partie einen Hitzschlag erlitten und deswegen die Orientierung verloren hätte. Der Protest Tunesiens wurde schließlich abgewiesen.
Trotz dieser Vorkommnisse nominierte ihn der Weltverband als einen von 36 Hauptschiedsrichtern, die bei der Fußball-Weltmeisterschaft 2022 zum Einsatz kamen. Als Assistenten waren ihm dabei Jerson Dos Santos aus Angola und Arsenio Marengula aus Mosambik zugeteilt. Nachdem Sikazwe in seinem ersten Turniereinsatz den Kanadiern gegen Belgien zwei mögliche Elfmeter verwehrt hatte, wurde das Gespann für keine weitere Spielleitung berücksichtigt.
Im Anschluss an die WM beendete Sikazwe seine Karriere als aktiver Schiedsrichter.

## Einsätze bei Turnieren

### Einsätze bei der Fußball-Weltmeisterschaft 2018
| Phase        | Datum         | Spielort  | Heimmannschaft | Gastmannschaft | Ergebnis  |
| ------------ | ------------- | --------- | -------------- | -------------- | --------- |
| Gruppenphase | 18. Juni 2018 | Sotschi   | Belgien        | Panama         | 3:0 (0:0) |
| Gruppenphase | 28. Juni 2018 | Wolgograd | Japan          | Polen          | 0:1 (0:0) |

### Einsätze beim FIFA-Arabien-Pokal 2021
| Phase        | Datum             | Spielort | Heimmannschaft               | Gastmannschaft | Ergebnis  |
| ------------ | ----------------- | -------- | ---------------------------- | -------------- | --------- |
| Gruppenphase | 30. November 2021 | Doha     | Vereinigte Arabische Emirate | Syrien         | 2:1 (2:0) |
| Gruppenphase | 3. Dezember 2021  | Doha     | Bahrain                      | Irak           | 0:0       |

### Einsätze bei der Fußball-Weltmeisterschaft 2022
| Phase        | Datum             | Spielort  | Heimmannschaft | Gastmannschaft | Ergebnis  |
| ------------ | ----------------- | --------- | -------------- | -------------- | --------- |
| Gruppenphase | 23. November 2022 | ar-Rayyan | Belgien        | Kanada         | 1:0 (1:0) |